# Usambiro-Bartvogel
Der Usambiro-Bartvogel (Trachyphonus usambiro) gehört zu der altweltlichen Gattung der Schmuckbartvögel (Trachyphonus) innerhalb der Ordnung der Spechtvögel. Er hat ein relativ kleines Verbreitungsgebiet und kommt im nördlichen, zentralen Tansania vom südlichen und südöstlichen Ufer des Victoriasees bis zum Eyasisee und Manyara-See vor. In seinem Verbreitungsgebiet liegen einige der vielbesuchten Nationalparks Tansanias und die wenig scheue Art wird deshalb häufig gesehen.

## Beschreibung

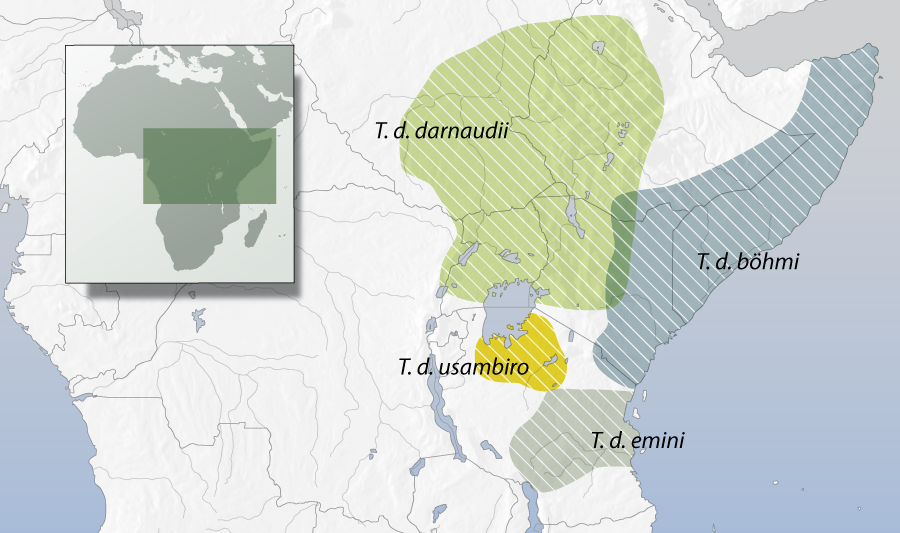
Verbreitung des Usambiro-Bartvogels und der Unterarten des Ohrfleck-Bartvogels
Usambiro-Bartvogel
T. darnaudii darnaudii
T. darnaudii böhmi
T. darnaudii emini

Der Usambiro-Bartvogel erreicht eine Länge von 18 bis 19 Zentimeter und ein Gewicht von 37 bis 50,5 Gramm. Damit ist er etwas größer als der Ohrfleck-Bartvogels (Trachyphonus darnaudii). Der Rücken, die Flügeldecken und die Schwanzoberseite sind braun mit weißen Flecken gefleckt. Der Kopf und die Kehle sind gelb mit kleinen schwarzen Flecken. Über die Brust verläuft ein schwärzliches Querband. Der Bauch ist hellgelb, die Kloake ist rot. Der relativ kurze Schnabel ist bräunlich. Beide Geschlechter sind gleich gefärbt, Jungvögel sind etwas blasser.

## Lebensraum und Lebensweise
Der Usambiro-Bartvogel ist ein Standvogel und lebt in offenen Baumsavannen, Buschland, degradiertem, strauchigem Grasland und auf Weiden. Häufig hält er sich auf der Suche nach Nahrung in der Nähe von Massai-Lagern, Touristen-Camps und Parkanlagen auf. Als Allesfresser ernährt er sich von Früchten und Beeren, Samen, sowie Insekten aller Art (Ameisen, Termiten, Heuschrecken, Insektenlarven und Eier). Die Nahrungssuche erfolgt in lockeren Gruppen und vor allem auf dem Erdboden. Wie alle anderen Vertreter der Gattung ist er ein ausgeprägter Duettsänger. Gebrütet wird in selbst angelegten Wohn- und Bruthöhlen im Erdboden. Eine ausgeprägte Brutzeit besteht nicht und die Vögel vermehren sich möglicherweise das ganze Jahr über, vor allem aber nach intensiven Regenfällen.

## Systematik
Der Usambiro-Bartvogel wurde 1908 durch den deutschen Ornithologen Oscar Neumann erstmals wissenschaftlich beschrieben. Er galt einige Zeit lang als Unterart des Ohrfleck-Bartvogels, wird von der International Ornithologists’ Union heute aber wieder als eigenständige Art gelistet, da er bezüglich der Gefiederfärbung und des Gesangs stark vom Ohrfleck-Bartvogel abweicht.

## Gefährdung
Die IUCN schätzt den Bestand des Usambiro-Bartvogels als ungefährdet ein. Die Art ist in ihrem kleinen Verbreitungsgebiet relativ häufig.